# Nikítas (ort)
Nikítas är en ort i Cypern.   Den ligger i distriktet Eparchía Lefkosías, i den centrala delen av landet, 40 km väster om huvudstaden Nicosia. Nikítas ligger 36 meter över havet och antalet invånare är 505. Den ligger på ön Cypern.
Terrängen runt Nikítas är huvudsakligen platt, men söderut är den kuperad.Trakten runt Nikítas är ganska tätbefolkad, med 90 invånare per kvadratkilometer. Närmaste större samhälle är Mórfou, 4,1 km nordost om Nikítas. Trakten runt Nikítas består till största delen av jordbruksmark.